# Kaibun
Kaibun (回文?) este un echivalent japonez al unui palindrom, cu alte cuvinte o propoziție care se citește la fel de la ambele extreme.
Unitatea unui „kaibun” este mora, deoarece limba japoneză folosește silabismele hiragana și katakana.

## Exemple
- Ta-ke-ya-bu ya-ke-ta (竹薮焼けた) - Dumbrava de bambus a ars.
- Wa-ta-shi ma-ke-ma-shi-ta-wa (私負けましたわ) -Am pierdut.
- Na-ru-to wo to-ru-na (なるとを取るな) -Nu lua naruto-ul (o mâncare).
- Shi-na-mo-n pa-n mo re-mo-n pa-n mo na-shi (シナモンパンもレモンパンも無し) - Nu este nici pâine de scorțișoară, nici pâine de lămâie.
- Na-ga-ki yo-no to-ho-no ne-bu-ri-no mi-na me-za-me na-mi-no-ri-bu-ne-no o-to-no-yo-ki-ka-na (長き世の 遠の眠りの 皆目覚め 波乗り船の 音の良きかな) (Poezie tanka)
- Yo-no-na-ka, ho-ka-ho-ka na-no-yo (世の中、ホカホカなのよ) - În lume este cald.